# Mercedes-Benz W 420
Der Mercedes-Benz W 420 ist ein Hochdachkombi von Mercedes-Benz, der seit 2021 als Citan in der Nutzfahrzeug-Variante und seit 2022 als T-Klasse in der Pkw-Variante vermarktet wird. Er ist Nachfolger des W 415 und nahezu baugleich mit dem Renault Kangoo und dem Nissan Townstar. Alle drei Modelle werden im Werk der Renault-Tochtergesellschaft Maubeuge Construction Automobile (MCA) im nordfranzösischen Maubeuge gebaut.
Im April 2025 wurde bekannt, dass die Produktion von Citan und T-Klasse im zweiten Quartal 2026 eingestellt werden soll.

## Geschichte
Vorgestellt wurde die Baureihe als Citan am 25. August 2021. Öffentlichkeitspremiere hatte sie kurz darauf auf dem Caravan Salon in Düsseldorf in einer Camper-Version von VanEssa. Der Verkauf begann Mitte September 2021. Zu den Händlern kam der Citan schließlich Ende Oktober 2021. Der Citan ist als Kastenwagen und als davon abgeleiteter, verglaster Personentransporter Tourer verfügbar. Später folgte mit dem Mixto noch eine Version mit längerem Radstand.
- Heckansicht
- Mercedes-Benz Citan Tourer (seit 2021)
- Heckansicht
- Mercedes-Benz eCitan (seit 2023)

Analog zur V-Klasse bei der Baureihe 447 wurde 2022 die höher positionierte T-Klasse eingeführt. Zudem gibt es den vollelektrischen eCitan bzw. EQT. Für Letzteren zeigte Mercedes-EQ bereits im Mai 2021 einen Ausblick mit dem 4,95 m langen Concept EQT. Die Serienversion debütierte im Dezember 2022. Auch von der T-Klasse gibt es eine Langversion. Sie wird seit November 2023 verkauft.

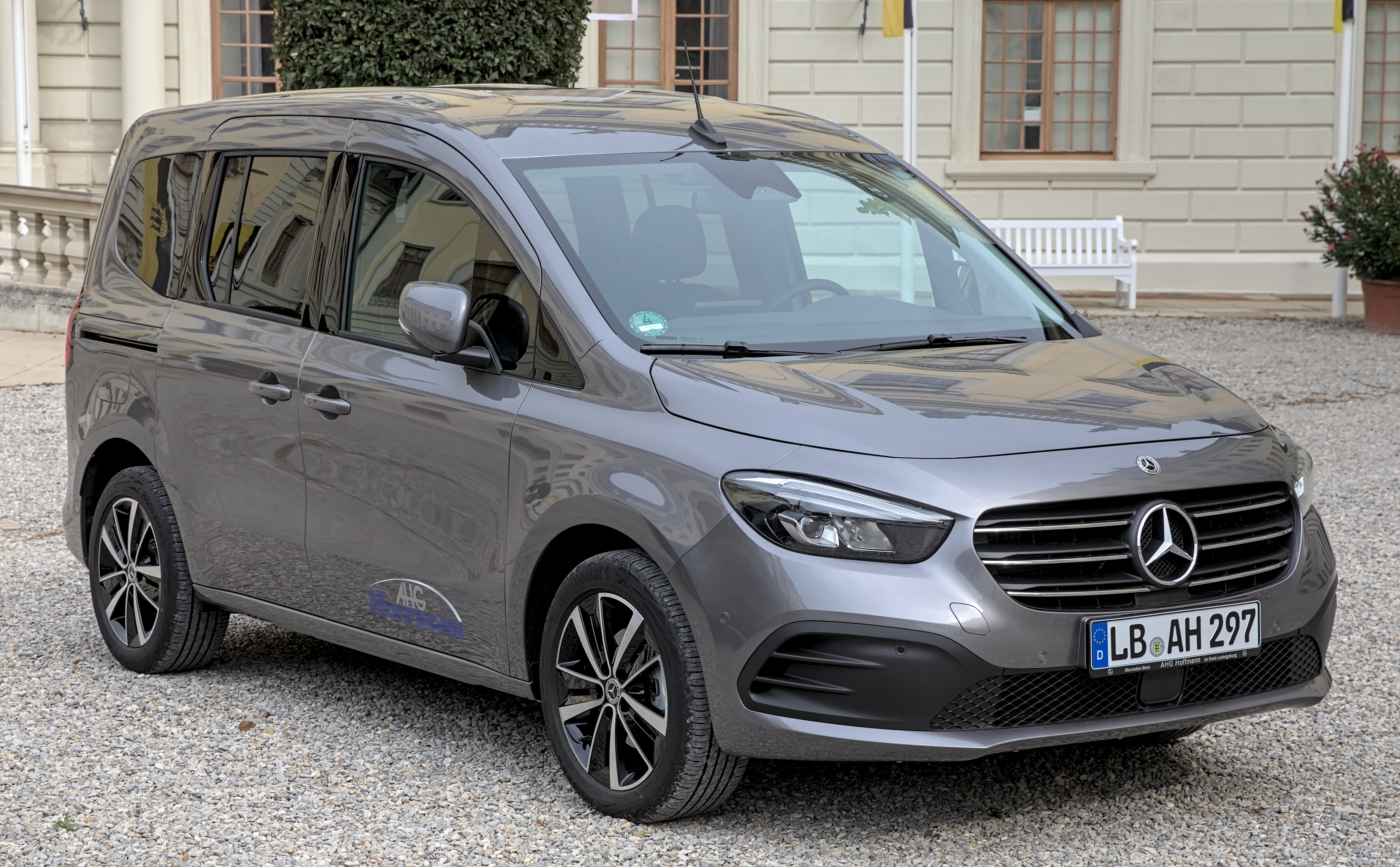
Mercedes-Benz T-Klasse (seit 2022)

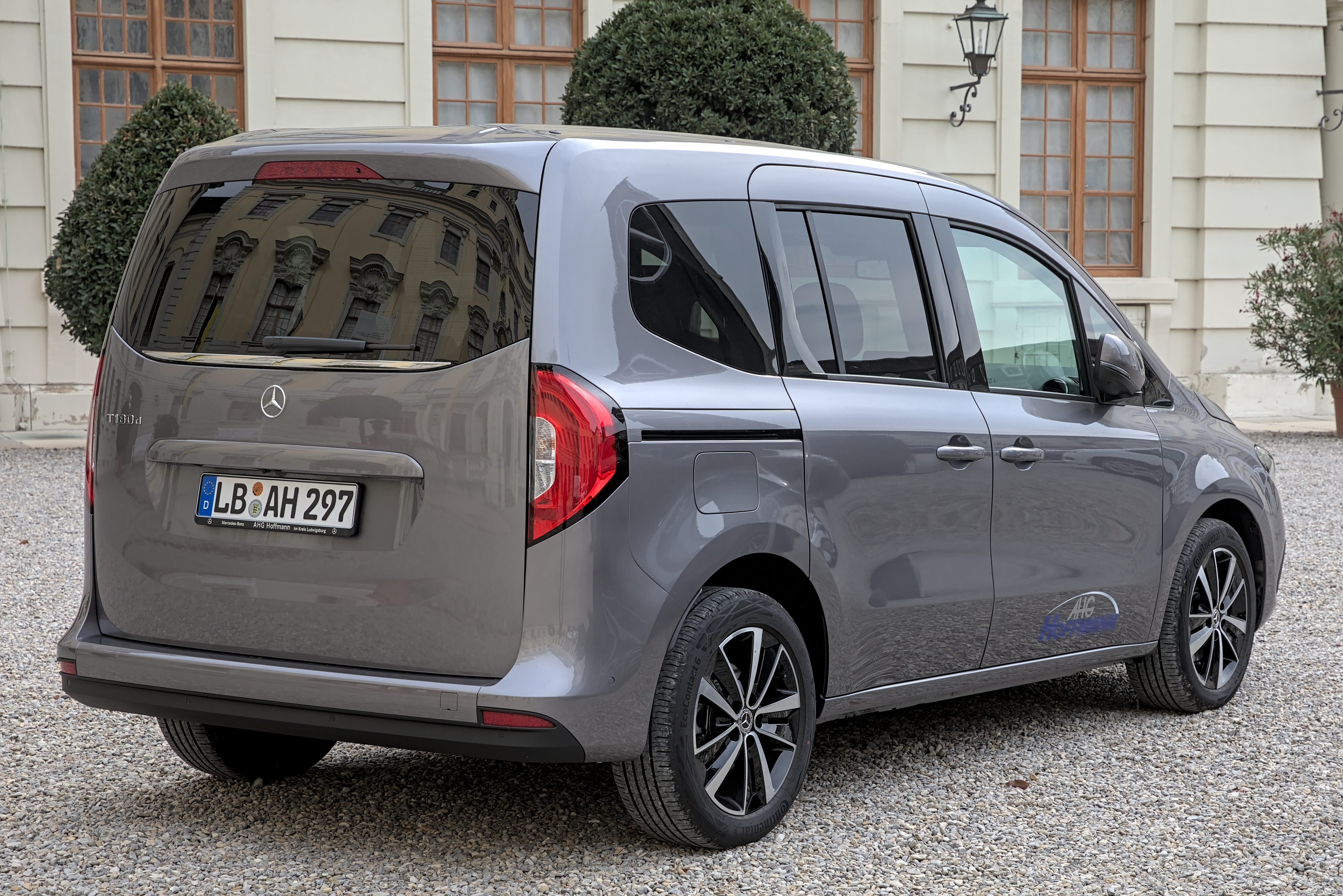
Heckansicht
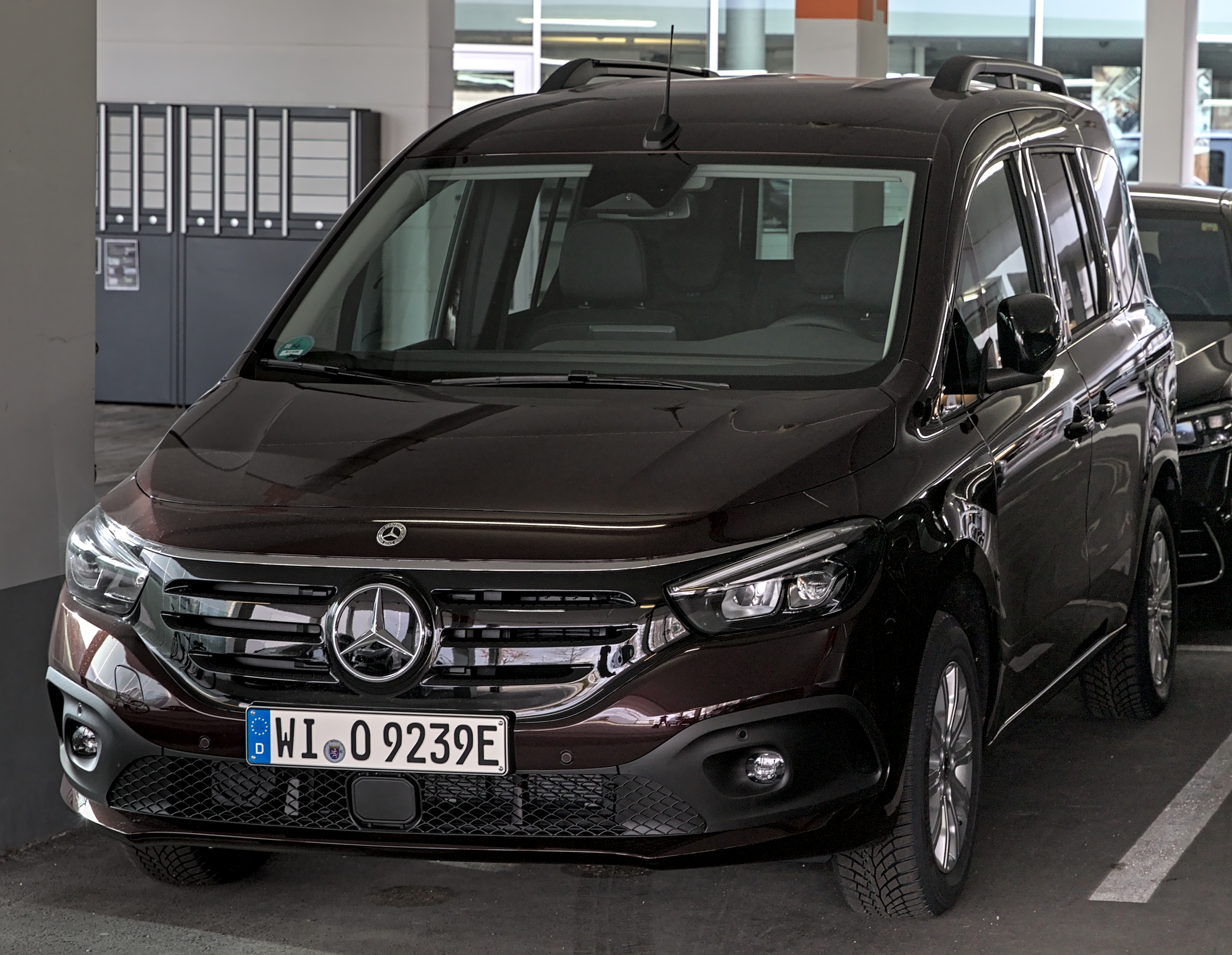
Mercedes-Benz EQT (seit 2023)
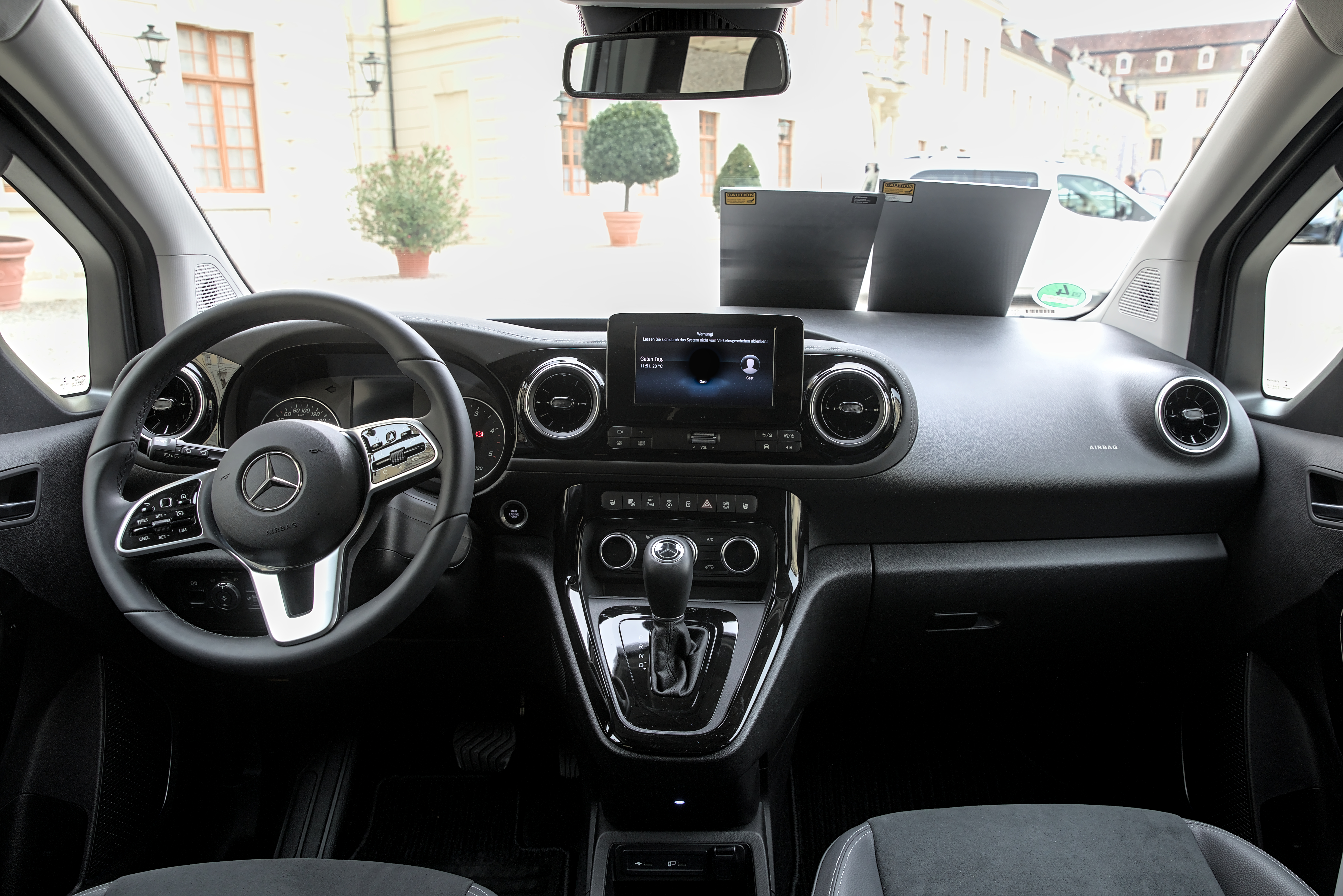
Innenansicht
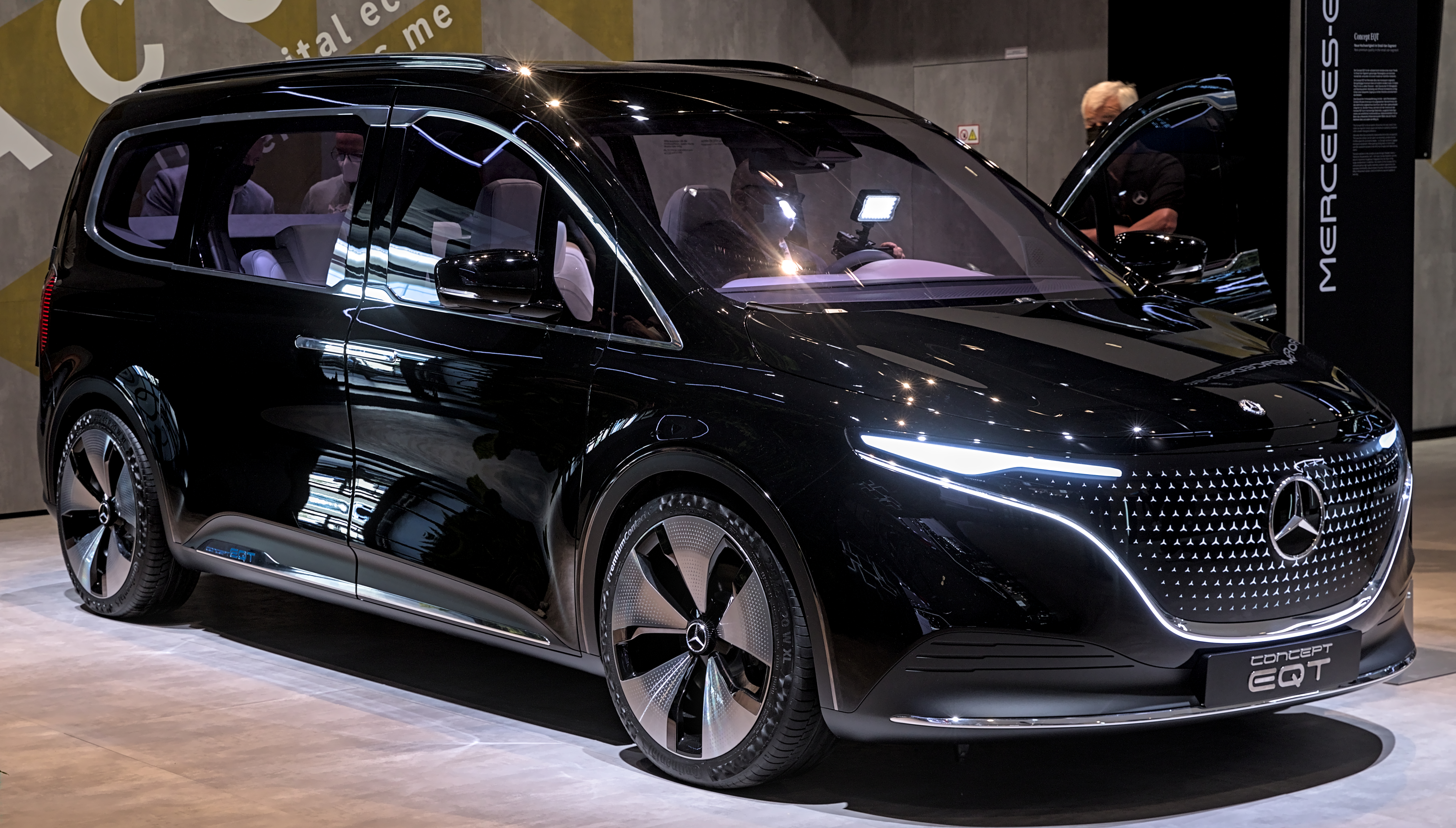
Mercedes-Benz Concept EQT auf der IAA 2021
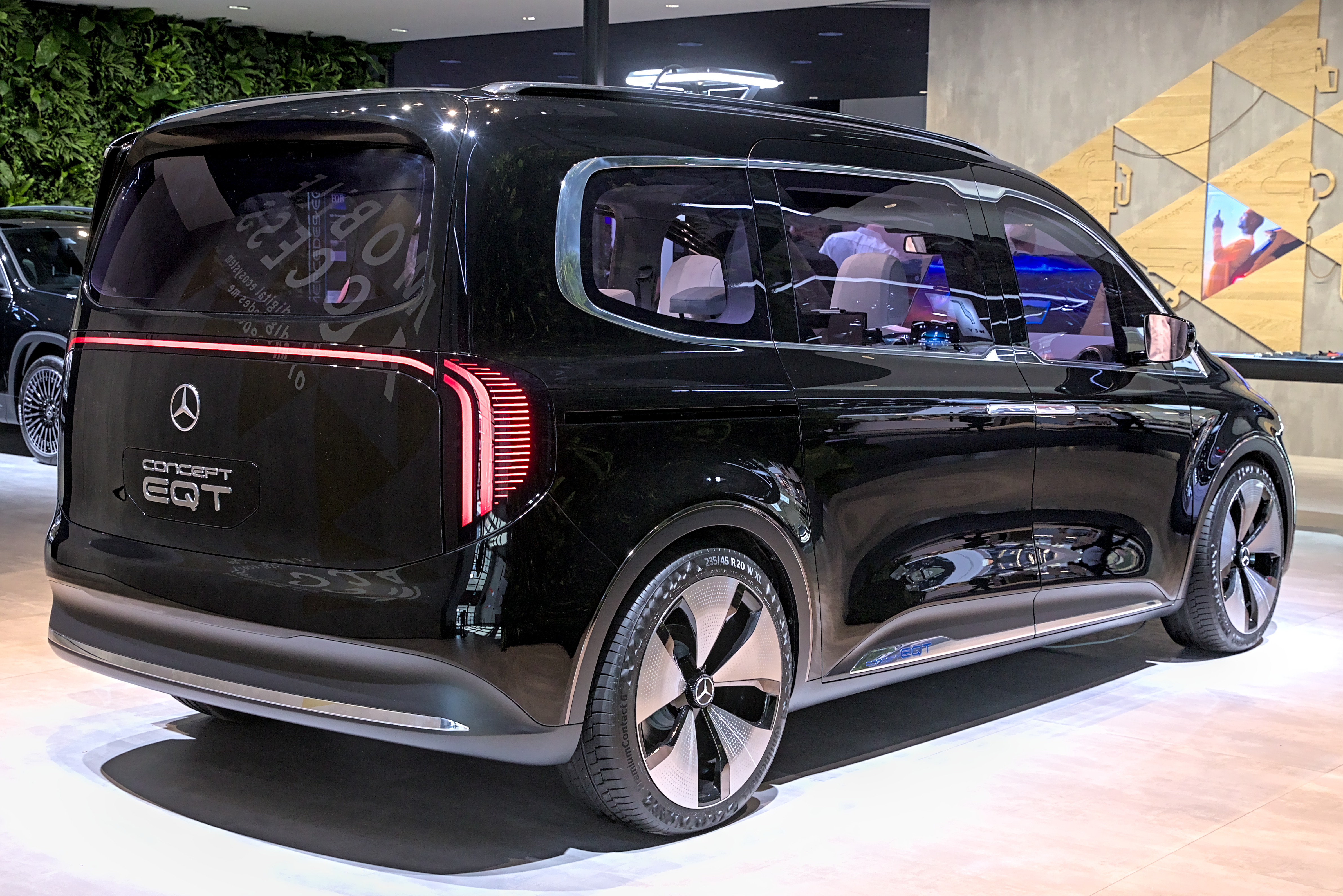
Heckansicht
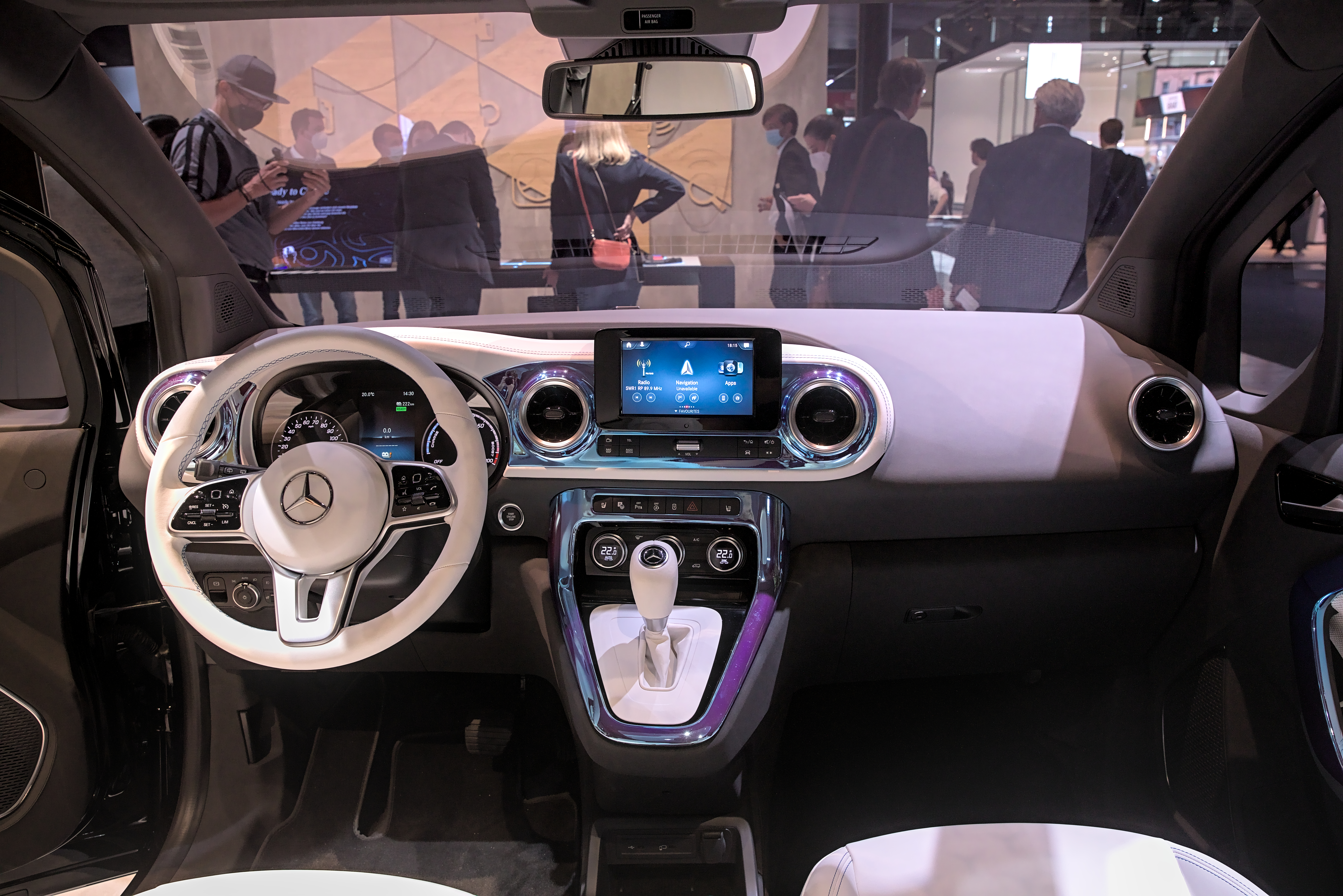
Innenansicht
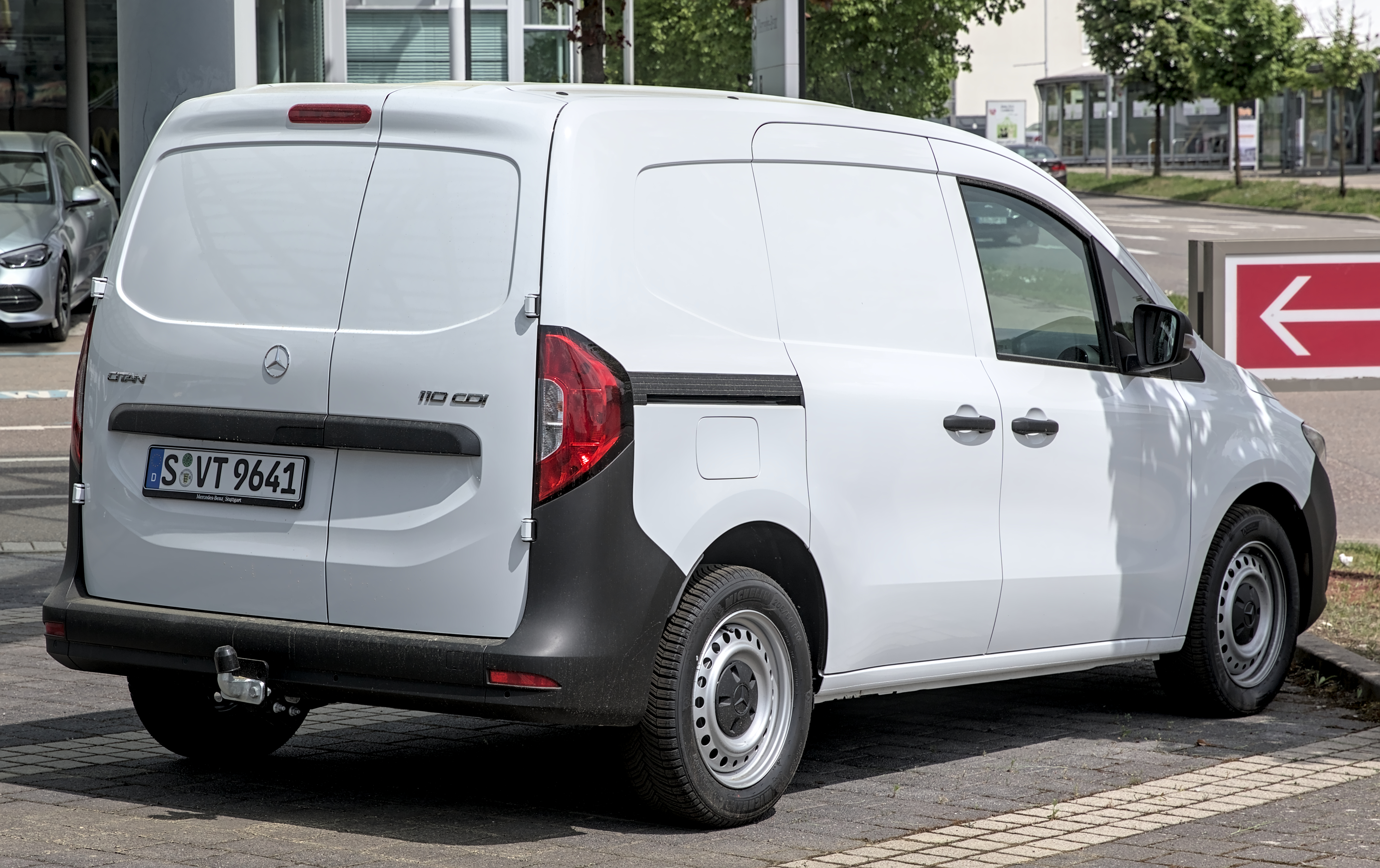
Heckansicht
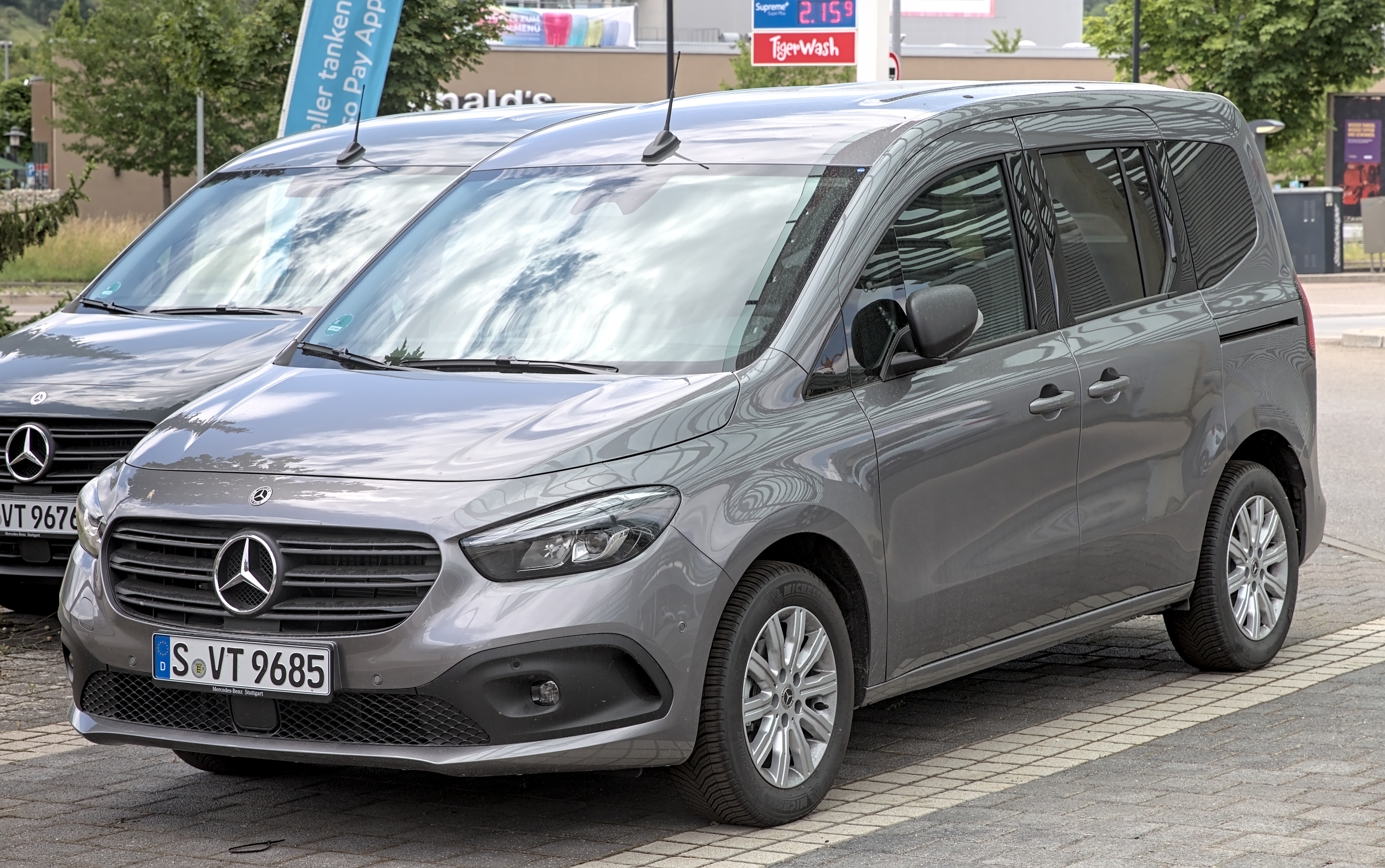
Mercedes-Benz EQT (seit 2023)
- Innenansicht
- Mercedes-Benz Concept EQT auf der IAA 2021
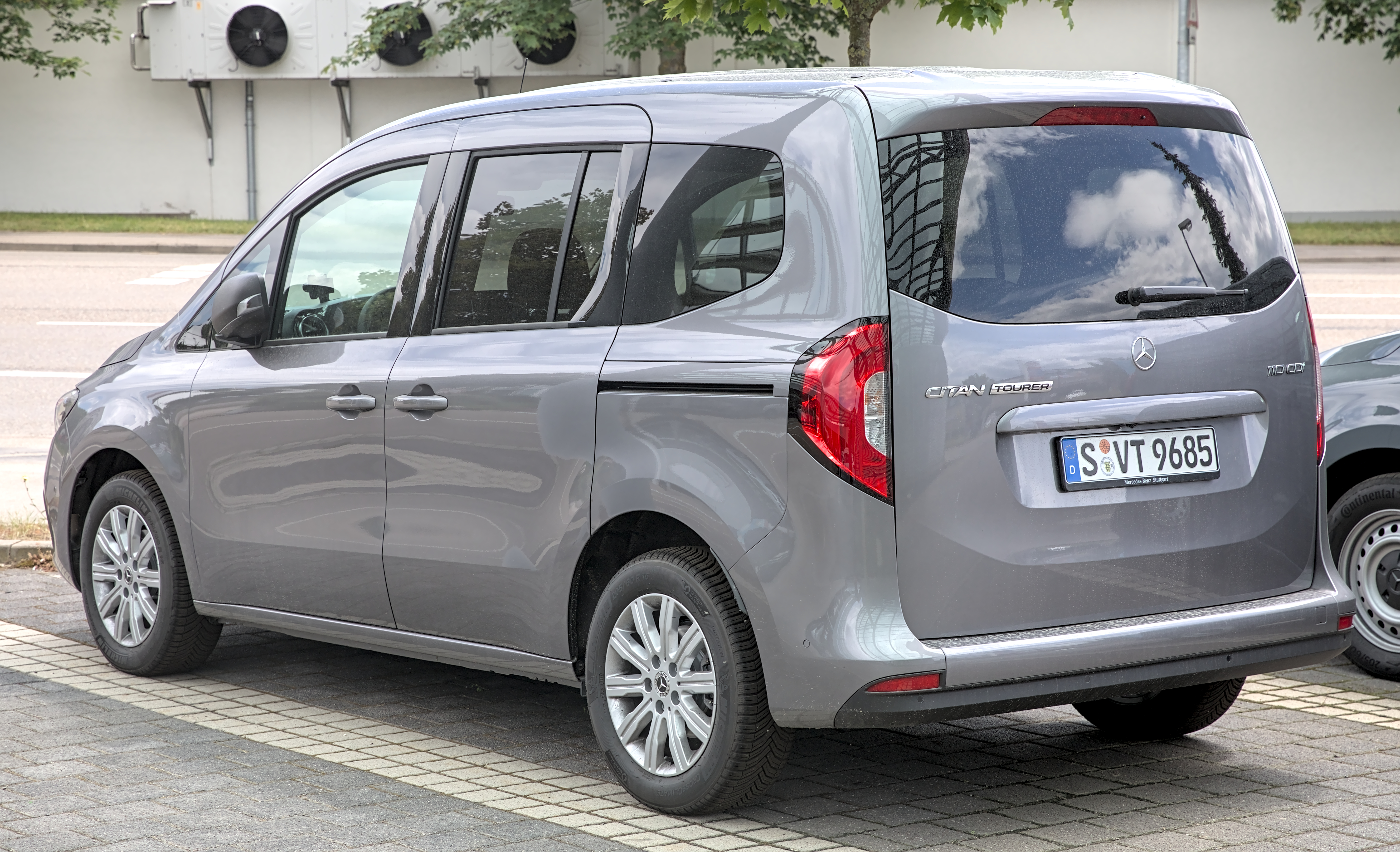
Heckansicht
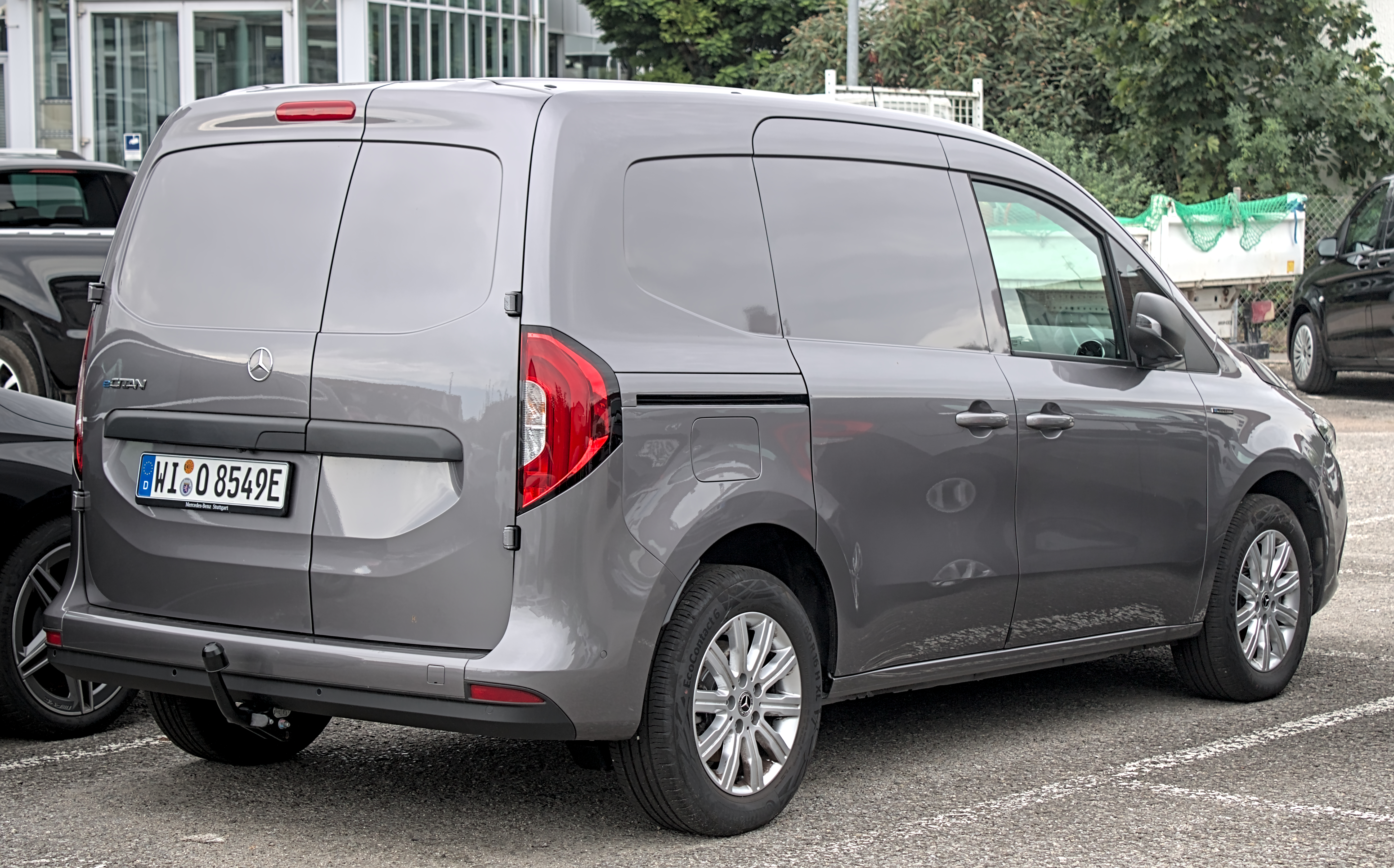
Mercedes-Benz eCitan (seit 2023)

- Innenansicht

## Sicherheit
Im Sommer 2022 wurden sowohl der Citan Tourer als auch die T-Klasse vom Euro NCAP auf die Fahrzeugsicherheit getestet. Beide erhielten fünf von fünf möglichen Sternen. Gegenüber den schlechter abschneidenden Renault Kangoo und Nissan Townstar haben die Mercedes-Benz-Modelle eine bessere Sicherheitsgrundausstattung.

## Technische Daten
Zum Verkaufsstart standen für die Baureihe ein 1,3-Liter-Ottomotor vom Typ M 282 in zwei Leistungsstufen und ein 1,5-Liter-Dieselmotor vom Typ OM 608 in drei Leistungsstufen zur Auswahl. Die stärkeren Varianten sind gegen Aufpreis mit einem 7-Stufen-Doppelkupplungsgetriebe verfügbar. Alle Motoren erfüllen die Abgasnorm Euro 6d. Die Elektroversion hat einen Lithium-Ionen-Akkumulator mit einem Energieinhalt von 45,0 kWh. Damit soll nach WLTP eine Reichweite von 282 km möglich sein.
|                                                       | Citan 110 / T 160     | Citan 110 / T 160     | Citan 113 / T 180                | Citan 113 / T 180                | Citan 108 CDI         | Citan 108 CDI         | Citan 110 CDI / T 160 d          | Citan 110 CDI / T 160 d          | Citan 112 CDI / T 180 d          | Citan 112 CDI / T 180 d          | eCitan / EQT               |
| Bauzeitraum                                           | 10/2021–04/2024       | seit 04/2024          | 10/2021–04/2024                  | seit 04/2024                     | 10/2021–04/2024       | seit 04/2024          | 10/2021–04/2024                  | seit 04/2024                     | 10/2021–04/2024                  | seit 04/2024                     | seit 05/2023               |
| Motorkenndaten                                        |                       |                       |                                  |                                  |                       |                       |                                  |                                  |                                  |                                  |                            |
| Motortyp                                              | R4-Ottomotor          | R4-Ottomotor          | R4-Ottomotor                     | R4-Ottomotor                     | R4-Dieselmotor        | R4-Dieselmotor        | R4-Dieselmotor                   | R4-Dieselmotor                   | R4-Dieselmotor                   | R4-Dieselmotor                   | Elektromotor               |
| Hubraum                                               | 1332 cm³              | 1332 cm³              | 1332 cm³                         | 1332 cm³                         | 1461 cm³              | 1461 cm³              | 1461 cm³                         | 1461 cm³                         | 1461 cm³                         | 1461 cm³                         | —                          |
| Motoraufladung                                        | Turbolader            | Turbolader            | Turbolader                       | Turbolader                       | Turbolader            | Turbolader            | Turbolader                       | Turbolader                       | Turbolader                       | Turbolader                       | —                          |
| max. Leistung                                         | 75 kW (102 PS)        | 75 kW (102 PS)        | 96 kW (131 PS)                   | 96 kW (131 PS)                   | 55 kW (75 PS)         | 55 kW (75 PS)         | 70 kW (95 PS)                    | 70 kW (95 PS)                    | 85 kW (116 PS)                   | 85 kW (116 PS)                   | 90 kW (122 PS)             |
| Nenndrehzahl min−1                                    | 4500                  | 4500                  | 5000                             | 5000                             | 3750                  | 3750                  | 3750                             | 3750                             | 3750                             | 3750                             | 3500 *                     |
| max. Drehmoment                                       | 200 Nm                | 200 Nm                | 240 Nm                           | 240 Nm                           | 230 Nm                | 230 Nm                | 260 Nm                           | 260 Nm                           | 270 Nm                           | 270 Nm                           | 245 Nm                     |
| bei min−1                                             | 1500                  | 1500                  | 1600                             | 1600                             | 1750                  | 1750                  | 1750                             | 1750                             | 1750                             | 1750                             | 0 bis 3500 *               |
| Kraftübertragung                                      |                       |                       |                                  |                                  |                       |                       |                                  |                                  |                                  |                                  |                            |
| Antrieb                                               | Vorderradantrieb      | Vorderradantrieb      | Vorderradantrieb                 | Vorderradantrieb                 | Vorderradantrieb      | Vorderradantrieb      | Vorderradantrieb                 | Vorderradantrieb                 | Vorderradantrieb                 | Vorderradantrieb                 | Vorderradantrieb           |
| Getriebe, serienmäßig                                 | 6-Gang-Schaltgetriebe | 6-Gang-Schaltgetriebe | 6-Gang-Schaltgetriebe            | 6-Gang-Schaltgetriebe            | 6-Gang-Schaltgetriebe | 6-Gang-Schaltgetriebe | 6-Gang-Schaltgetriebe            | 6-Gang-Schaltgetriebe            | 6-Gang-Schaltgetriebe            | 6-Gang-Schaltgetriebe            | Eingang-Reduktionsgetriebe |
| Getriebe, optional                                    | —                     | —                     | 7-Stufen-Doppelkupplungsgetriebe | 7-Stufen-Doppelkupplungsgetriebe | —                     | —                     | 7-Stufen-Doppelkupplungsgetriebe | 7-Stufen-Doppelkupplungsgetriebe | 7-Stufen-Doppelkupplungsgetriebe | 7-Stufen-Doppelkupplungsgetriebe | —                          |
| Messwerte                                             |                       |                       |                                  |                                  |                       |                       |                                  |                                  |                                  |                                  |                            |
| Höchstgeschwindigkeit                                 | 168 km/h              | 168 km/h              | 183–184 km/h                     | 183–184 km/h                     | 152 km/h              | 152 km/h              | 164–165 km/h                     | 164–165 km/h                     | 175–177 km/h                     | 175–177 km/h                     | 132 km/h **                |
| Beschleunigung, 0–100 km/h                            | 14,3–14,7 s           | 14,3–14,7 s           | 11,6–12,9 s                      | 11,6–12,9 s                      | 18,0 s                | 18,0 s                | 13,8–15,3 s                      | 13,8–15,3 s                      | 11,7–13,6 s                      | 11,7–13,6 s                      | 10,3 s                     |
| Energieinhalt Lithium-Ionen-Akkumulator               | —                     | —                     | —                                | —                                | —                     | —                     | —                                | —                                | —                                | —                                | 45,0 kWh                   |
| elektrische Reichweite nach WLTP                      | —                     | —                     | —                                | —                                | —                     | —                     | —                                | —                                | —                                | —                                | 282 km                     |
| Kraftstoff-/ Energieverbrauch auf 100 km (kombiniert) | 6,5–7,2 l Super       | 6,7 l Super           | 6,4–7,3 l Super                  | 6,6–6,7 l Super                  | 5,0–5,4 l Diesel      | 5,1 l Diesel          | 5,0–5,9 l Diesel                 | 5,2–5,4 l Diesel                 | 5,3–5,9 l Diesel                 | 5,1–5,3 l Diesel                 | 19,0 kWh                   |
| CO2-Emissionen (kombiniert)                           | 147–162 g/km          | 151–152 g/km          | 146–165 g/km                     | 150–153 g/km                     | 131–143 g/km          | 133 g/km              | 131–154 g/km                     | 136–142 g/km                     | 138–154 g/km                     | 135–139 g/km                     | —                          |
| Abgasnorm nach EU-Klassifikation                      | Euro 6d               | Euro 6e               | Euro 6d                          | Euro 6e                          | Euro 6d               | Euro 6e               | Euro 6d                          | Euro 6e                          | Euro 6d                          | Euro 6e                          | —                          |

* aus P und M berechneter Wert
** Elektronisch begrenzt